# Malå-Storforsen
Malå-Storforsen är ett naturreservat i Malå- och Norsjö kommun i Västerbottens län.

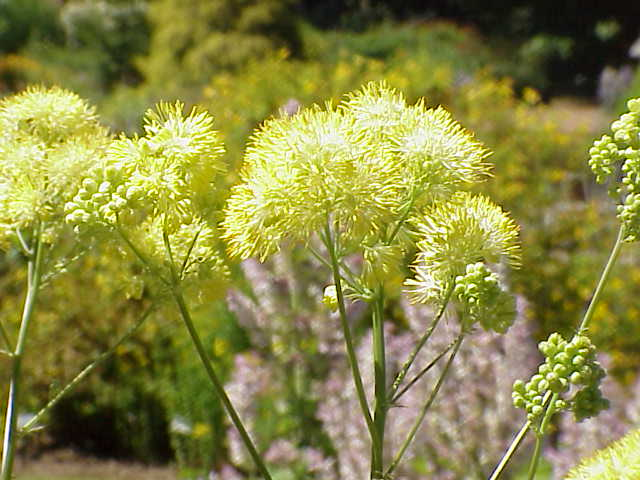
Ängsruta

Reservatet består av Storforsens kanjon i Malån och forsarna upp- och nedströms. En kanjon har bildats av ytvulkaniter som är det material berget består av. Här finns lodräta stup med berg av skifferartad struktur. Området är kalkrikt och här finns arter som norna, tulpanskål, pors, brakved, fjällruta, ängsruta och örnbräken.
Vissa spår finns kvar från den tid då timmer flottades.
Området är skyddat sedan 1992/1998 och är 92 hektar stort.